# Rewind hispano
El Rewind Hispano (anteriormente YouTube Rewind Hispano) fueron una series de cortometrajes que recopilaban y resumían anualmente los hechos que marcaron tendencia en la comunidad hispanohablante de Internet durante determinado año. Era producida y creada por el youtuber español Alec Hernández bajo su productora DHC Films.
La idea de esta recopilación empezó en 2017 como parte de una parodia sobre el YouTube Rewind, aunque con el lanzamiento de los siguientes episodios se consolidaría como una versión en español no oficial. El primer episodio se publicó por primera vez en diciembre de 2018 en la plataforma de YouTube. El financiamiento de estos cortos se realiza por crowdfunding.

## Historia

### YouTube Rewind Hispano 2018
El primer video de la serie fue el YouTube Rewind Hispano 2018, que fue subido al canal de YouTube de Alecmolon (Alec Hernández) el 31 de diciembre de ese año; lanzado en forma de parodia y también en forma de crítica al YouTube Rewind porque las referencias y memes mostrados durante sus capítulos no eran reconocidos ni representaban la identidad de la comunidad hispanohablante. El corto se realizó gracias a la participación de otros youtubers de habla hispana.Actualmente cuenta con 9 millones de visitas y 1 millón de Me gusta.

### YouTube Rewind Hispano 2019
El 28 de diciembre de 2019 se estrenó el YouTube Rewind Hispano 2019 en el canal de Alec Hernández. Contó con youtubers invitados como El Rubius, TheGrefg, Veguetta777, Willyrex, Mangel, Lolito, Fargan, Alexby, Luzu, Didac Ribot, entre otros. Se mostraron momentos icónicos de Internet y referencias a los memes de ese año, tales como «F en el chat», Exponiendo infieles de Badabun, «este es tu ídolo», el agujero negro de Fortnite, entre otros más. Al segundo día tuvo casi tres millones de reproducciones. A día de hoy tiene 26 millones de visitas y 3.8 millones de Me gusta.

### Rewind Hispano 2020
El 26 de diciembre de 2020 se estrenó la tercera entrega, esta vez simplemente bajo el nombre de Rewind Hispano 2020. A casi 30 minutos de su estreno ya contaba con 300 000 visitas. En esta entrega se tuvo la colaboración de diversos youtubers y streamers como El Rubius, Willyrex, TheGrefg, Ibai, Cristinini, Didac Ribot, Djmario; mientras que también colaboraron divulgadores del ámbito científico como José Luis Crespo, Hiperactina, La Gata de Schrödinger; y Jaime Altozano. Durante los 17 minutos que duró el corto se hizo un repaso de la situación global de ese entonces como la pandemia de COVID-19 y de una posible Tercera Guerra Mundial, además de los juegos que más marcaron tendencia como Among Us, Fall Guys y Minecraft. Se recaudaron más de 9 000 euros para la financiación. Al final de video, Alecmolon anunció que este sería el último Rewind Hispano que produciría.
Se trata del Rewind Hispano más popular, con 26 millones de visitas y 5.1 millones de Me gusta.

### Rewind Hispano 2021
El 28 de diciembre de 2021 se subió el Rewind Hispano 2021 a YouTube. Se estima que el costo de esta producción rondaría los 100 000 euros. Sin embargo, meses previos a su lanzamiento, este proyecto estuvo envuelto en polémicas en cuanto a la exclusividad de la emisión del corto, pues TheGrefg estaría beneficiándose exclusivamente de las visitas; junto a problemas de financiación. Ambos problemas terminaron solucionándose y se confirmó que el proyecto seguirá en marcha, así, las directrices serían las mismas que en años anteriores y no habría exclusividad en cuanto a la emisión.
En este cortometraje participaron celebridades tales como Jordi ENP, Perxitaa, Arigameplays, JuanSGuarnizo, ElMariana, Komanche, TheGrefg, Nate Gentile, Didac Ribot, Dross, El Rubius, Ibai Llanos, Kun Agüero, Lionel Messi, Coscu, MrJagger, Elxokas, ElMillor, IlloJuan, Pedrerol, DjMariio, Jordi Wild, Gerard Piqué, Luisito Comunica, Fernanfloo, entre otros más.
Los momentos más aclamados son las escenas de El Juego del Calamar, la Copa América, «esto no es un juego», TortillaLand, Marbella Vice y un homenaje a personalidades que fallecieron, entre ellos Tomiii 11, GarridoFN y Gabriel Chachi.Esta entrega acumula 23 millones de visitas y 4.4 millones de Me gusta.

### Rewind Hispano 2022
El Rewind Hispano 2022 fue publicado el 28 de diciembre de 2022, con referencias a los eventos más importantes del año, como Saw Minecraft Games, La Velada del Año, r/place y los Premios Esland, además de memes de la comunidad y otros sucesos destacables como la salida del videojuego Elden Ring, la guerra de Ucrania, el incidente entre Will Smith y Chris Rock y el mundial de fútbol de 2022. Contó por primera vez con la participación de AuronPlay y Germán Garmendia. Se trata de la producción más compleja y profesional de la serie hasta la fecha.
Actualmente cuenta con 17 millones de visitas y 3.4 millones de Me gusta.

### Rewind Hispano 2023
El 6 de octubre de 2023 se reveló un teaser trailer del Rewind Hispano de dicho año, en el que se anunciaba que el proyecto sería patrocinado por Takis. Poco antes se reveló que el rodaje ya había comenzado de forma oficial.
El rewind buscó enfocarse en convertirse en una obra cinematográfica, concluyendo en muy buenos efectos visuales y calidad de imagen.
El rewind de este año sufrió una oleada de críticas por diversos motivos, como la duración del Rewind por la preferencia de realizar una obra cinematográfica en vez de un rewind clásico como habían sido los anteriores, diversas críticas al guion, la poca presencia de contenido hispanoamericano (por ello en Hispanoamérica surgió el sobrenombre popular de "Rewind España"), sobre todo porque ninguna referencia fue captada por el público hispanoamericano, y también hubo críticas menores como, por ejemplo, mantener a la "Élite" (específicos streamers de Twitch que se mantienen como los grandes de la plataforma) en lugar de buscar añadir a nuevas estrellas. Además, muchas de estas críticas han felicitado al rewind por su muy buena calidad de imagen y vídeo.

## Episodios
| Título                      | Día de subida           | Reproducciones (en millones) (Actualizado el 27 de julio de 2025) | Me gusta (en millones) |
| --------------------------- | ----------------------- | ----------------------------------------------------------------- | ---------------------- |
| YouTube Rewind Hispano 2018 | 31 de diciembre de 2018 | 9,9                                                               | 1                      |
| YouTube Rewind Hispano 2019 | 28 de diciembre de 2019 | 26                                                                | 3,8                    |
| Rewind Hispano 2020         | 26 de diciembre de 2020 | 26,8                                                              | 5,1                    |
| Rewind Hispano 2021         | 28 de diciembre de 2021 | 23,6                                                              | 4,4                    |
| Rewind Hispano 2022         | 28 de diciembre de 2022 | 17,5                                                              | 3,4                    |
| Rewind Hispano 2023         | 22 de diciembre de 2023 | 10                                                                | 1,2                    |